# Rochefortia mortoni
Rochefortia mortoni is een tweekleppigensoort uit de familie van de Lasaeidae. De wetenschappelijke naam van de soort is voor het eerst geldig gepubliceerd in 1998 door Valentich Scott.